# Марк Кларк
 Тази статия е за американският генерал.  За басиста вижте Марк Кларк (музикант).  
Марк Уейн Кларк (на английски: Mark Wayne Clark) е американски генерал през Втората световна война и Корейската война.

## Ранно детство и кариера
Марк Кларк е роден в Ню Йорк. Братовчед е на генерал Джордж Маршал. Завършва Военната академия на САЩ през 1917 г. Това е и година, когато Кларк получава новия си чин – капитан, поради заслуги в Първата световна война. През 1932 г. е издигнат в чин майор.

## През Втората световна война
През Втората световна война той командва Операция „Факел“, нашествието в Северна Африка (Алжир).
През 1943 г. Марк Кларк е назначен за командващ Пета армия, първата от американските армии, която е трябвало да вземе участие в боевете в континентална Европа. Армията дебаркира на бреговете на Италия, в близост до Салерно, после е завзет Неапол. Завзема Рим.
След края на войната е повишен в четиризвезден генерал – 10 март 1945, а по-късно е изпратен в Австрия като комисионер. Когато се връща у дома, го назначават командващ на 6-а армия.

## През и след Корейската война
По време на Корейската война той встъпва в длъжност като командир на военните сили на САЩ на 12 май 1952 г. Подписва примирието със Северна Корея през 1953 г.
Бързото повишаване на чиновете на Кларк може би е свързано с приятелството му с Джордж Маршал и Дуайт Айзенхауер.
След като напуска армията, Кларк работи като президент на „Цитаделата“ (The Citadel, военният колеж на Южна Каролина) от 1954 до 1965. Също така написва два тома мемоари:
- Пресметнат риск (1950)
- From the Danube to the Yalu (1954)